# Cratere Beecher
Beecher  è un cratere sulla superficie di Venere. Deve il suo nome a Catharine Beecher, educatrice statunitense.